# Wynohradowe (Cherson)
Wynohradowe (ukrainisch Виноградове; russisch Виноградово Winogradowo) ist ein Dorf in der ukrainischen Oblast Cherson mit etwa 4600 Einwohnern (2001).
Das Dorf liegt etwa 50 km südlich vom ehemaligen Rajonzentrum Oleschky und etwa 60 km südöstlich vom Oblastzentrum Cherson.
Das im Mai 1794 als Verbannungsort für Aufständische in der wasserarmen Steppe unter dem Namen Tschalbassy (Чалбаси) gegründete Dorf hatte 1799 1139 Einwohner. 1946 erhielt das Dorf seinen heutigen Namen.

## Verwaltungsgliederung
Am 9. Dezember 2016 wurde das Dorf zum Zentrum der neugegründeten Landgemeinde Wynohradowe (ukrainisch Виноградівська сільська громада/Wynohradiwska silska hromada), zu dieser zählen auch noch die Siedlung städtischen Typs Bryliwka und 5 in der untenstehenden Tabelle aufgelistetenen Dörfer, bis dahin bildete es die gleichnamige Landratsgemeinde Wynohradowe (Виноградівська сільська рада/Wynohradiwska silska rada) im Süden des Rajons Oleschky.
Seit dem 17. Juli 2020 ist es ein Teil des Rajons Cherson.
Folgende Orte sind neben dem Hauptort Wynohradowe Teil der Gemeinde:
| Name                     | Name       | Name                   |
| ukrainisch transkribiert | ukrainisch | russisch               |
| ------------------------ | ---------- | ---------------------- |
| Bryliwka                 | Брилівка   | Брилёвка (Briljowka)   |
| Klyny                    | Клини      | Клины (Kliny)          |
| Myrne                    | Мирне      | Мирное (Mirnoje)       |
| Prywitne                 | Привітне   | Приветное (Priwetnoje) |
| Ridne                    | Рідне      | Родное (Rodnoje)       |
| Tarassiwka               | Тарасівка  | Тарасовка (Tarassowka) |